# 中华拟态蛛
中华拟态蛛（学名：Mimetus sinicus）为拟态蛛科拟态蛛属的动物。在中国大陆，分布于湖北等地。该物种的模式产地在湖北。其种加词“Sinicus”意为“中华的”。